# 菅原宏
菅原 宏 (すがはら ひろし、1963年8月28日 - ) は、群馬県前橋市出身の実業家、元サッカー選手およびサッカー指導者である。

## 来歴
中学までは野球部に所属していたが、群馬県立前橋商業高等学校ではサッカー部に所属した。高校卒業後は教師になるために体育学部のある大学への進学を希望していたが、高校3年時に土木工事業を営んでいた実父が倒れたため、跡を継ぐべく足利工業大学工学部土木工学科に進学した。
大学に通う傍ら、前橋商OBのクラブとして1982年に創設された図南クラブ（現：tonan前橋）の運営に携わった。大学卒業後の1986年4月に池下工業（株）に入社したが、1987年に実父が死去したため、家業の菅原土建（株）（現商号は（株）菅原、本社：群馬県前橋市）に入社。1999年4月より同社の代表取締役社長に就任。
また、サッカー界では1995年より前橋市サッカー協会理事長に就任した他、一般社団法人群馬県サッカー協会専務理事などの要職を歴任。2007年12月に設立したtonan前橋の運営会社である（株）図南クラブの代表取締役に就任。2014年2月にザスパクサツ群馬の運営会社である株式会社草津温泉フットボールクラブ（草津温泉FC）の取締役クラブライセンス対策本部長に就任、2015年1月より草津温泉FCの取締役ゼネラルマネージャーに就任した。なお、2016年シーズンをもってtonan前橋の監督を退任した。
ザスパGM時代にはザスパ所属の選手を2016年から2年間に渡って強化・育成、公式戦での試合経験を積ませる目的という理由で自身が代表を務めるtonan並びにtonanのサテライトチームへ移籍させていた。しかし、朴昇利や志村駿太など一部の選手は完全移籍という形となっていたこと、2016年にはこの年より入団した八角大智やイム・チョンビンの不可解な退団や2017年のJ3降格の危機にも関わらず国体群馬県代表にリーグ戦に絡んでいる主力選手を含む11人も送り込むなどクラブの私物化ともとれる行為を行い、群馬の21位以下が確定した試合後には菅原をはじめとしたフロント陣を糾弾する内容の横断幕が掲げられる事態となった。

2017年11月5日、群馬のJ2リーグ最下位が確定したことを受けて、草津温泉FCのGMを辞任した。